# Docteur Dolittle 3
Pour les articles homonymes, voir Docteur Dolittle (homonymie).
Série Dr. Dolittle
Docteur Dolittle 2
(2001) Docteur Dolittle 4
(2008)
Pour plus de détails, voir Fiche technique et Distribution.
Docteur Dolittle 3 (Doctor Dolittle 3) est un film américano-canadien réalisé par Rich Thorne, tourné en 2005 et sorti en 2006 directement en vidéo.
Il a été précédé de Docteur Dolittle en 1998 et de Docteur Dolittle 2 en 2001, et a été suivi de Docteur Dolittle 4 en 2007 et de Docteur Dolittle 5 en 2009.

## Synopsis
Maya (Kyla Pratt), la fille du docteur Dolittle, a hérité du don de son père. Elle sait parler avec les animaux. Cette situation ne lui a apporté que des ennuis pour le moment, et elle voudrait vivre comme toutes les autres adolescentes de son âge. Lisa, sa mère, l’envoie en vacances dans le ranch d’un ami. La jeune fille va finalement pouvoir utiliser ses talents pour aider le ranch qui connaît des difficultés financières et dont un voisin voudrait s’emparer. Elle pourrait même y trouver l’amour avec Bo le fils du propriétaire du ranch...

## Fiche technique
Sauf indication contraire, les informations mentionnées dans cette section peuvent être confirmées par les bases de données cinématographiques IMDb et Allociné,  présentes dans la section « Liens externes ».
- Titre original : Doctor Dolittle 3 (également graphié Dr. Dolittle 3)
- Titre français et québécois : Docteur Dolittle 3 (également graphié Dr. Dolittle 3)
- Réalisation : Rich Thorne
- Scénario : Nina Colman, d'après une histoire de Hugh Lofting
- Musique : Christopher Lennertz
  - Musiques additionnelles : Jez Colin, Henry Hey, Marcus Trumpp et Tim Wynn
  - Orchestration : Andrew Kinney
  - Montage musical : Don Mann
- Direction artistique : Liz Goldwyn
- Décors : Matthew Budgeon
- Costumes : Beverley Wowchuk
- Maquillage : Emanuela Daus, Norma Hill-Patton
- Photographie : Eric J. Goldstein
- Son : Darren Brisker, Tony Gort, Mario Lorenzo, Greg Stewart
- Montage : Tony Lombardo
- Production : John Davis
  - Production déléguée : Wyck Godfrey et Brian Manis
  - Coproduction : Connie Dolphin
- Sociétés de production : Davis Entertainment, D3C Productions Ltd., Major Studio Partners, 20th Century Fox Home Entertainment et Twentieth Century Fox
- Sociétés de distribution : 20th Century Fox Home Entertainment (États-Unis, DVD) ; ABC Family, Disney Channel et Ion Television (États-Unis, TV) ; Disney+ (États-Unis, VOD)
- Budget : n/a
- Pays de production :  États-Unis,  Canada
- Langue originale : anglais
- Format : couleur – 1,78:1 (Widescreen / 16:9) – son Dolby Digital
- Genre : comédie, fantastique
- Durée : 93 minutes
- Dates de sortie[2] :
  - États-Unis : 25 avril 2006 (sortie directement en DVD)
  - France : 17 mai 2006 (sortie directement en DVD)
- Classification :
  - États-Unis : des scènes peuvent heurter les enfants - accord parental souhaitable (PG - Parental Guidance Suggested)[N 1]
  - France : tous publics

## Distribution

### Rôles principaux
- Kyla Pratt (VF : Justine Berger) : Maya Dolittle
- Kristen Wilson (VF : Micky Sébastian) : Lisa Dolittle
- Walker Howard : Bo Jones
- John Amos : (VF : Saïd Amadis) Jud Jones
- Luciana Carro (VF : Ingrid Donnadieu) : Brooklyn Webster
- Tommy Snider (VF : Christophe Lemoine) : Clayton
- Calum Worthy (VF : Yoann Sover) : Tyler
- Ryan McDonell : Skip
- Chenier Hundal : Chip
- Tara Wilson : Kiki
- John Novak : Walter
- Chelan Simmons : Vivica
- Ecstasia Sanders (VF : Lara Bellerose) : Tammy
- O'Ryan : Carl
- James Kirk  : Peter

### Apparitions
- Justin Thorne, fils du réalisateur : l'un des enfants de la fête

## Production

### Tournage
- Lieux de tournage[3] :
  - Langley, Colombie-Britannique, Canada
  - Vancouver, Colombie-Britannique, Canada

## Édition en vidéo
En France, le film Docteur Dolittle 3 est sorti en DVD le 17 mai 2006.